# Odile Versois
Odile Versois (* 14. Juni 1930 in Paris als Tania de Poliakoff-Baïdaroff; † 23. Juni 1980 in Paris) war eine französische Schauspielerin.

## Leben
Odile Versois wurde 1930 in Paris als Tochter des Opernsängers Wladimir de Poliakoff und der Tänzerin Militza Enwald geboren. Beide Eltern stammten aus Russland und emigrierten von dort im Zuge der Oktoberrevolution nach Frankreich.
Sie erhielt eine Ausbildung im klassischen Tanz und war von 1936 bis 1946 unter dem Namen Tania Baydarova Mitglied des Balletts der Pariser Oper. 
Danach wandte sie sich dem Film zu, und bereits ihre erste Rolle in Les Dernières vacances brachte ihr mit 18 Jahren den Prix Suzanne Bianchetti als beste Nachwuchsschauspielerin ein. In den 1950er Jahren befand sich ihre Karriere auf dem Höhepunkt, und sie bekam mehrere Engagements im Ausland, zunächst in Italien, später besonders in Großbritannien. Dem deutschen Publikum ist Odile Versois vor allem durch ihre Rolle der Dänenkönigin in Erinnerung, die in Harald Brauns Historiendrama Herrscher ohne Krone eine Liaison mit dem am Hofe einflussreichen Arzt Dr. Struensee (gespielt von O. W. Fischer) eingeht, der dafür mit seinem Leben bezahlt. Im Laufe der 1960er Jahre trat sie nur noch selten auf der Leinwand in Erscheinung, stattdessen spielte sie in zahlreichen Fernsehproduktionen und am Theater. 
Versois war zunächst mit dem Schauspieler Jacques Dacqmine und später mit François Pozzo di Borgo verheiratet, mit dem sie vier Kinder hatte. Ihre Schwestern, Marina Vlady (* 1938), Hélène Vallier (alias Militza de Poliakoff, 1932–1988) und Olga Baïdar-Poliakoff (1928–2009), wurden ebenfalls Schauspielerinnen.
Odile Versois starb 1980 an Krebs und ist auf dem russischen Friedhof von Sainte-Geneviève-des-Bois begraben.

## Filmografie (Auswahl)
- 1949: Länger kann die Braut nicht warten (La sposa non puo attendere)
- 1950: Der Mann aus dem Beiboot (Into the Blue)
- 1951: Liebe (Bel amour)
- 1952: Geliebte Domenica (Domenica)
- 1953: Mina de Vanghel (Les Crimes de l’amour)
- 1954: Die jungen Liebenden (The Young Lovers)
- 1955: Nach Paris der Liebe wegen (To Paris with Love)
- 1956: Straße des Todes (Checkpoint)
- 1957: Herrscher ohne Krone
- 1958: Eddie, Tod und Teufel (Passport to shame)
- 1958: Nachts fällt der Schleier (Toi … le venin)
- 1960: Reporter, Mord und Mannequins (La Dragée haute)
- 1960: Die Karawane nach Zagora (Le Trésor des hommes bleus)
- 1961: Hinter fremden Fenstern (Le Rendez-vous)
- 1962: Cartouche, der Bandit (Cartouche)
- 1963: Alles wegen dieser Frauen (A cause, à cause d’une femme)
- 1963: Heiße Ware für Saigon (Transit à Saigon)
- 1968: Benjamin – Aus dem Tagebuch einer männlichen Jungfrau (Benjamin ou Les Mémoires d’un puceau)
- 1976: Stationschef Fallmerayer
- 1977: Der Haudegen (Le Crabe-tambour)